# 1816
1816 (số La Mã: MDCCCXVI) là một năm nhuận bắt đầu vào thứ Hai trong lịch Gregory.
Năm 1816 được biết đến với tên gọi "Năm không có mùa hè" ở bắc bán cầu bởi sự ảnh hưởng từ vụ phun trào núi lửa Tambora, gây ra mùa hè có sương giá và tuyết nhiều nơi ở châu Âu và bắc Mỹ.

## Sinh
- 4 tháng 10 – Ơgien Pôchiê nhà thơ Paris, người sáng tác bài Quốc tế ca.
- Không rõ – Nguyễn Thị Huyên, phong hiệu Tam giai Đức tần, phi tần của vua Thiệu Trị (m. 1892).